# Garni (gavar)
Garni (em armênio: Գառնի; romaniz.: Gaṙni), segundo a Geografia de Ananias de Siracena (século VII), foi um gavar (cantão) da província da Vaspuracânia, no Reino da Armênia. Compreendia uma área de 1 250 quilômetros quadrados situada no curso superior do rio Arreste (atual Bandimaqui). É possível que tenha sido fundido no século V com Arberânia e formaram Cajeberúnia (Քաջբերունիք, K’aǰberunik’). É possível que fosse um dos distritos do principado de Mardepetacânia, o território ancestral do mardepetes e mais tarde um grande domínio em posse da dinastia arsácida. Com a eventual anexação de Mardepetacânia pelos arzerúnidas, tornar-se-ia um dos territórios dessa família. No século X, Tomás Arzerúnio atestou que o distrito ainda existia como um dos domínios arzerúnidas.